# Volkswagen T-Cross

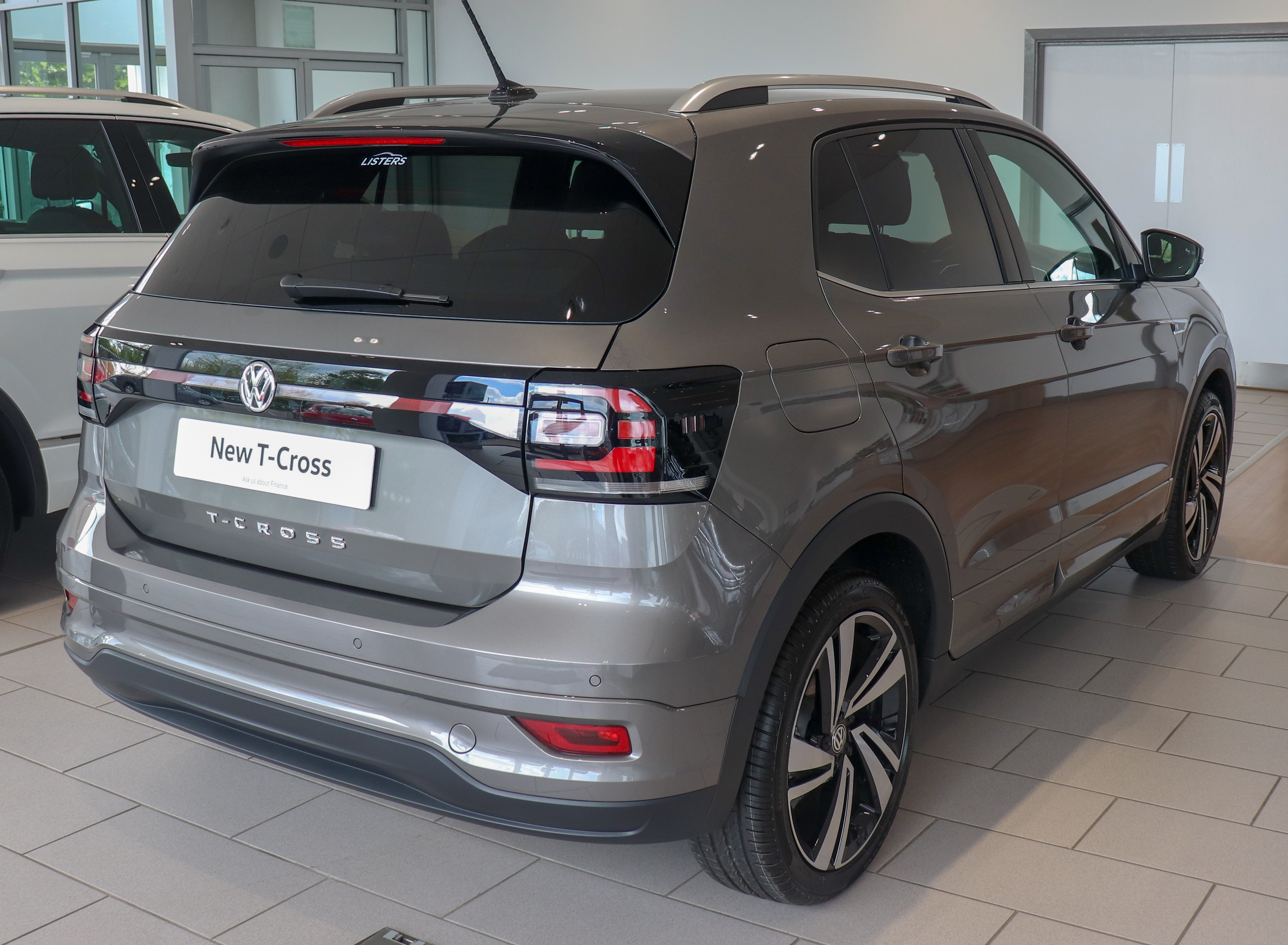
Volkswagen T-Cross R-Line

O Volkswagen T-Cross é um SUV crossover compacto (segmento B) urbano produzido pela montadora alemã Volkswagen, baseado no Volkswagen Polo VI. Foi apresentado em 25 de outubro de 2018, e comercializado no Brasil a partir de 19 de abril de 2019. Assim como nos demais veículos SUVs da Volkswagen, seu nome começa com um "T" (T-Cross, T-Roc, Tiguan, Touareg, Tera). 
Seus principais concorrentes são Renault Captur, Peugeot 2008, SEAT Arona, entre outros.

## Características
É baseado na plataforma MQB A04 que compartilha com o Polo, e a Volkswagen anuncia que mede 4,11 metros de comprimento. Esta plataforma impede tecnicamente que seja capaz de oferecer uma unidade all-wheel, por isso é uma unidade de duas rodas com jantes de 16 a 18 polegadas.
O T-Cross oferece um assento traseiro deslizante que varia o volume do porta-malas de 385 a 455 dm e, em seu painel herdado do Polo, ele recebe a tela "Active Info Display" para informações e entretenimento.
A parte dianteira do T-Cross destaca-se por sua altura. O design é carismático, com uma grade ampla e faróis de LED integrados e diferencia-se do desenho do modelo europeu, influência direta dos designers brasileiros no desenvolvimento de atributos exclusivos para a região.
Todas as versões do T-Cross serão equipadas com luz de condução diurna (DRL) em LED, integrada ao farol de neblina ou na própria carcaça do farol quando equipado com faróis full-LED.
Nas laterais, uma linha característica acentuada divide os espaços. Atrás, ela forma uma seção dos ombros impactante, e assinala na traseira um novo elemento de design da Volkswagen: a faixa de refletores estendida transversalmente na parte traseira e emoldurada por um painel preto.

## Furto de emblema

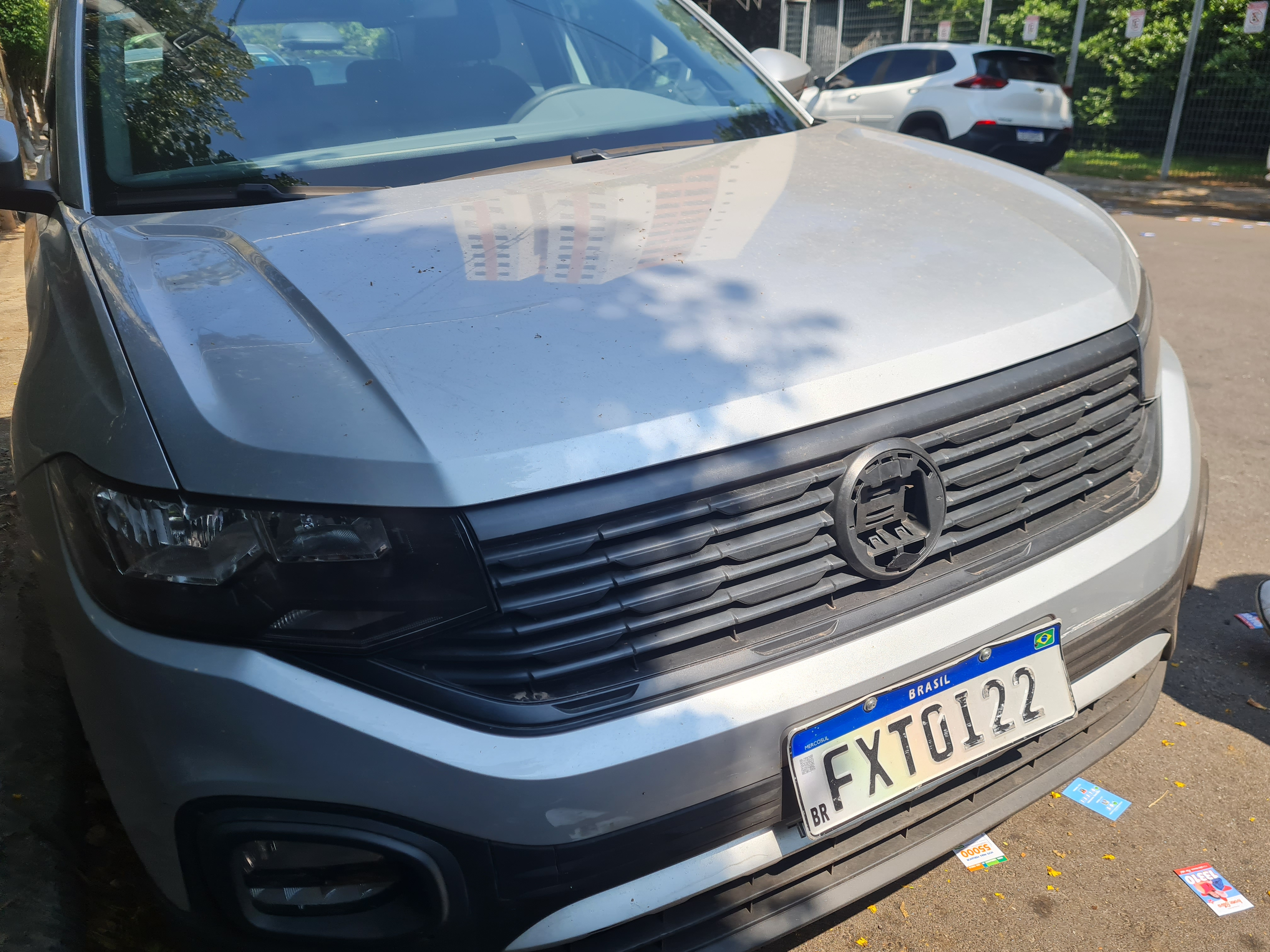
T-Cross sem o emblema frontal na Vila Indiana, São Paulo, em 2024.

No Brasil, o modelo ficou conhecido junto ao Volkswagen Nivus por ser alvo de furtos do emblema frontal, que possui a logomarca da Volkswagen e o sensor de velocidade adaptativo, ou ACC (do inglês, Adaptive Cruise Control). A peça de alto valor era facilmente retirável, sem necessidade de ferramentas especializadas, sendo sua retirada causa de prejuízos acima de dez mil reais. A vulnerabilidade foi corrigida na versão 2025 do modelo.